# Julius Jacobsen
Julius Frantz Jacobsen, född 10 april 1915 i Köpenhamn i Danmark, död 11 september 1990 i Stockholm i Sverige, var en dansk-svensk pianist, kompositör och musikarrangör.
Vid 14 års ålder vann Jacobsen en pianotävling arrangerad av Ekstrabladet. Därefter spelade han med olika danska och svenska orkestrar. Under en period var han verksam som pianist och arrangör för den danska radions underhållningsorkester. Han var verksam i Sverige från 1945.
Jacobsen citerar i "Sonata Seriosa" ledmotivet till TV-serien Dallas och andra TV-serier (The Burlesque Trombone, BIS-CD-318).

## Priser och utmärkelser
- 1989 – Medaljen för tonkonstens främjande

## Filmmusik (urval)
- 1945 – Resan bort
- 1947 – Det kom en gäst
- 1947 – Tappa inte sugen
- 1949 – Kvinnan som försvann
- 1952 – Flyg-Bom
- 1955 – Stampen
- 1956 – Skorpan
- 1976 – Hallo Baby
- 19?? – Sonata Seriosa